# Orthometopon ferrarai
Orthometopon ferrarai är en kräftdjursart som först beskrevs av Helmut Schmalfuss1983.  Orthometopon ferrarai ingår i släktet Orthometopon och familjen Trachelipodidae. Inga underarter finns listade i Catalogue of Life.